# アロンソ・ムダーラ
アロンソ・ムダーラ（Alonso Mudarra, 1510年ごろ - 1580年4月1日）は、スペイン・ルネサンス音楽の作曲家。ビウエラのための楽曲で知られるが、世俗歌曲の作曲家でもある。記録に残るうちでは、ギター曲を最初に出版した人物でもあった。
生地に就いては不明であるが、グアダラハラに育ち、おそらく同地で最初の音楽教育を受けた。カール5世の随行員としてインファンタード侯イーニゴ・ロペス・デ・メンドーサの一行に加わり、おそらく1529年にイタリアに行った。スペインに戻って司祭へ叙階され、1546年にセビリャ大聖堂で聖職者として地位を得ると、残りの生涯をその地で送った。セビリャ大聖堂での任務中に、すべての音楽活動を監督している。多くの記録は、そこでの彼の音楽活動については多くの記録が残っており、演奏家を雇ったり、新しいオルガンを調達して購入したり、様々な行事のためにフランシスコ・ゲレーロと手を組んで活動した。セビリャにて他界。残されたかなりの遺産は、遺志によってセビリャの街の貧民救済に使われた。
ビウエラや4コースギターのためにおびただしい数の作品を作曲し、主要な曲集は『ビウエラ用に記譜された3冊の曲集 Tres libros de musica en cifras para vihuela』と題されている（1546年12月7日刊行）。これら3巻は、ギター曲集の出版譜の嚆矢でもあった。ギター自体も当時は比較的に新しい楽器だったのである。この出版譜には、ファンタジア、主題と変奏（「ラ・フォリア」含む）、ティエント、パバン、ガリアルダのような作品が載っている。ムダーラによるラテン語やカスティーリャ語、イタリア語の歌曲には、ロマンセ、カンシオン、ヴィリャンシーコ、ソネットがある。またムダーラは、いくつかの速度記号（遅く、中庸に、速く）を初めて使い分けた作曲家でもあった。